# باغ‌های گیاه‌شناسی پادشاهی، کیو
باغ‌های گیاه‌شناسی پادشاهی، کیو که بیشتر با نام "کیو گاردنز" (Kew Gardens) شناخته می‌شود مجموعه گل‌خانه‌ها و باغ‌هایی به مساحت ۱۲۱ هکتار که یک باغ گیاه شناسی در جنوب غربی لندن می باشد و "بزرگترین و متنوع ترین مجموعه گیاهی و قارچ شناسی جهان" را در خود جای داده است. این باغ در سال ۱۸۴۰ میلادی(۱۲۱۹ شمسی) تاسیس شده، در پارک کیو در میدلسکس (انگلستان) ، مجموعه های زنده گیاهی، شامل برخی از ۲۷،۰۰۰ گونه گیاهی است که توسط باغ گیاه شناسی سلطنتی ، کیو اداره می شود ، همچنین هرباریوم ، که یکی از بزرگترین نمونه‌های گیاهی در جهان است ، بیش از ۸/۵ میلیون نمونه گیاه و قارچ حفظ شده دارد.

این کتابخانه بیش از ۷۵۰،۰۰۰ جلد و مجموعه ای از تصاویر شامل بیش از ۱۷۵،۰۰۰ جلد از تصاویر و نقاشی گیاهان است. این باغ یکی از برترین جاذبه های گردشگری لندن است و در فهرست میراث جهانی قرار دارد.

## فعالیت‌های حرفه‌ای
گیاهان خشک شده

## کتاب‌خانه و بایگانی
باغبانی قانونی
کیو خدمات و مشاوره‌هایی را به نیروهای پلیس در جهان، در پرونده‌هایی که مواد گیاهی نقش مهمی در پرونده‌ها دارند، ارائه می‌دهد.

### خانه گونه‌های بلندی‌های آلپ

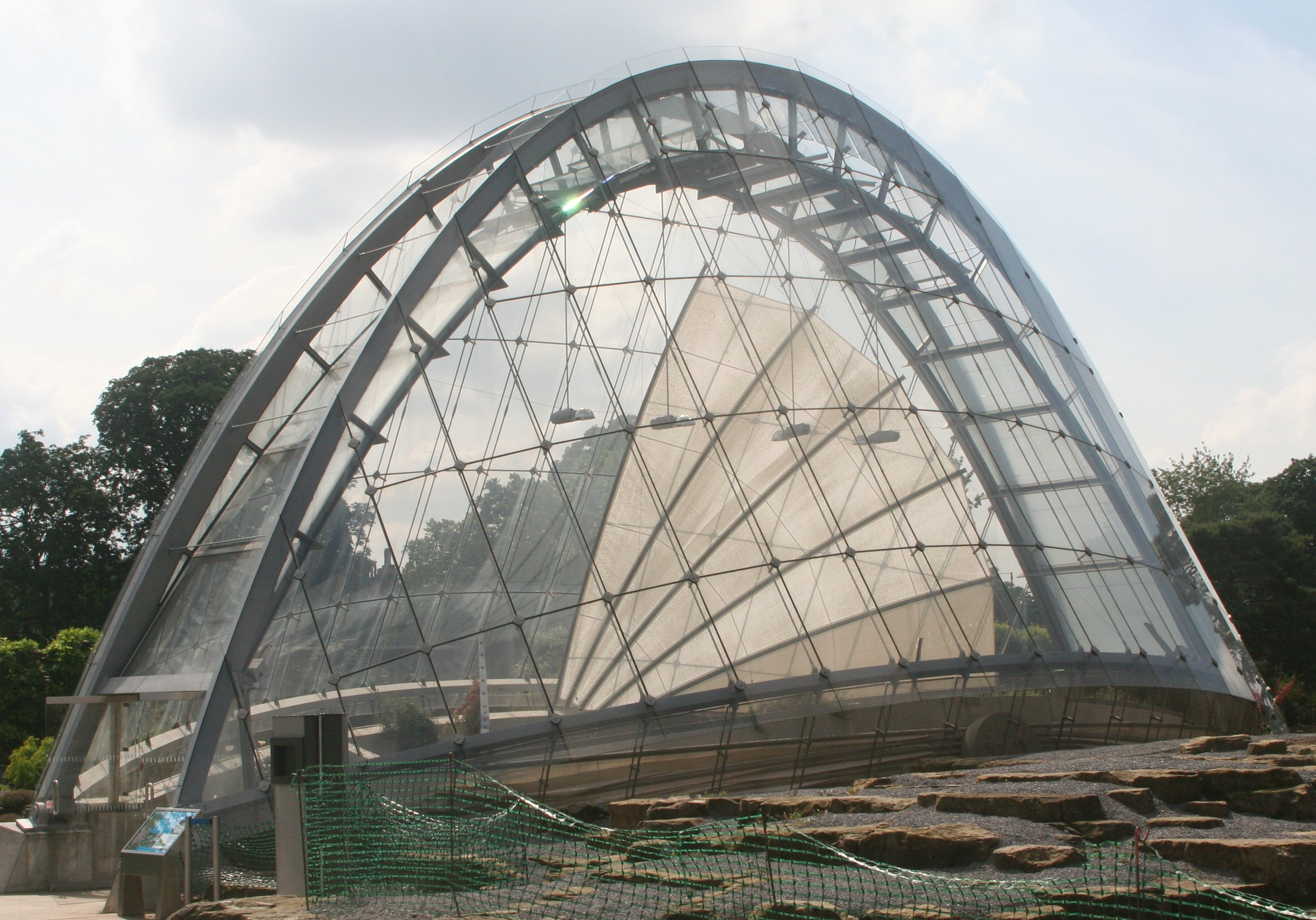
خانه گونه‌های آلپی دیویس

### کاخ کیو

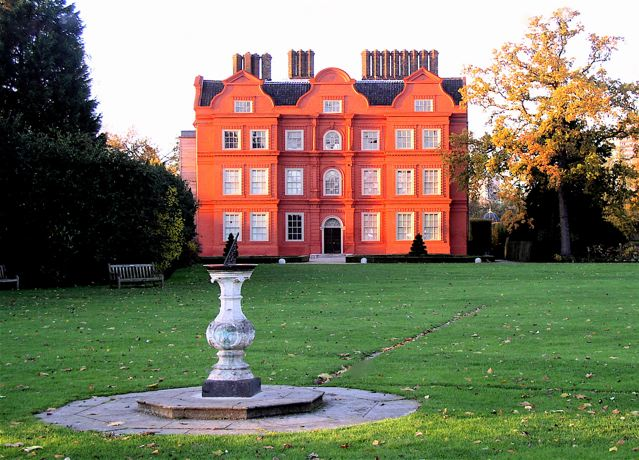
کاخ کیو

### خانه مینکا

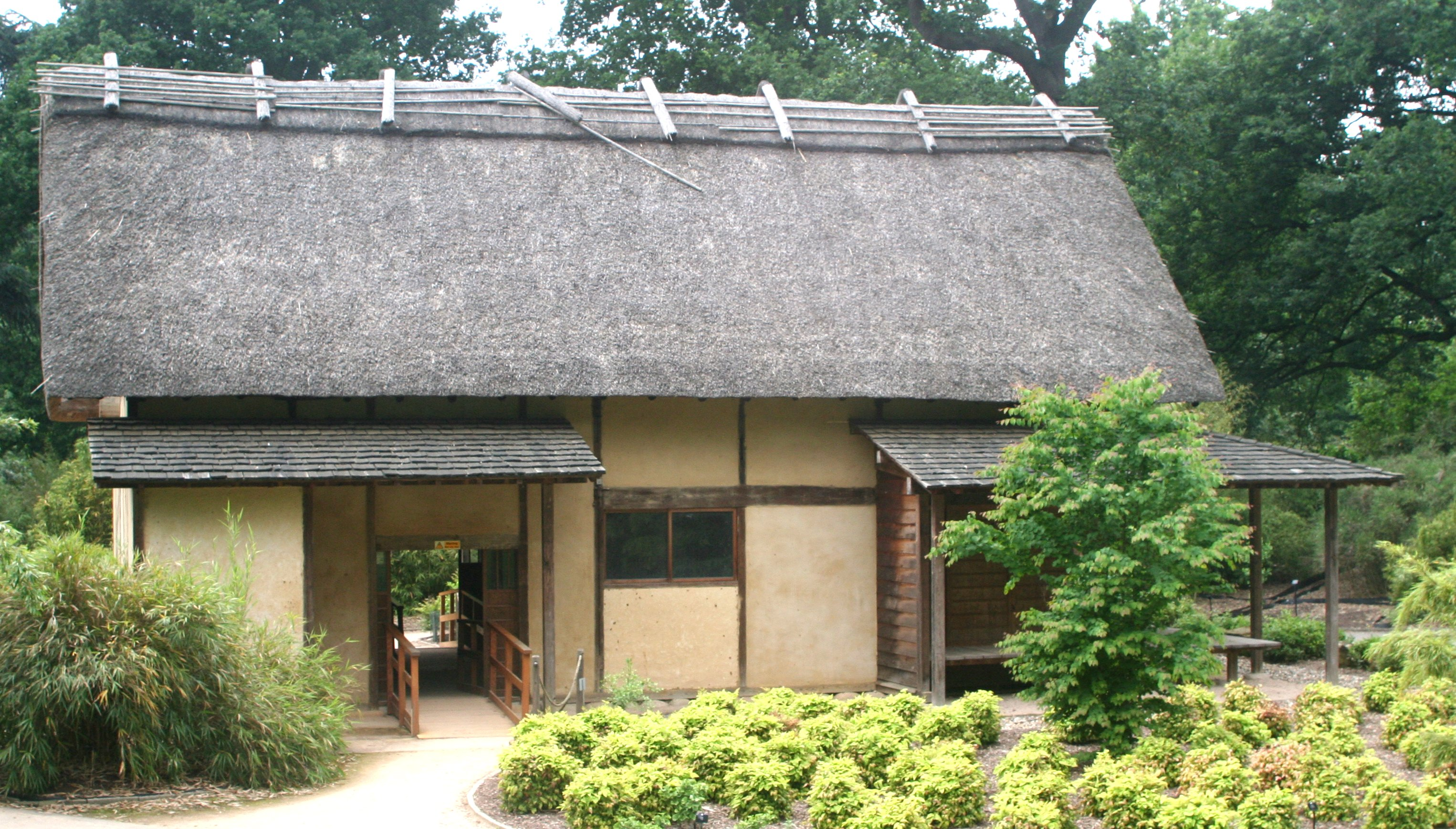
خانه مینکا

### نگارخانه ماریان نورث

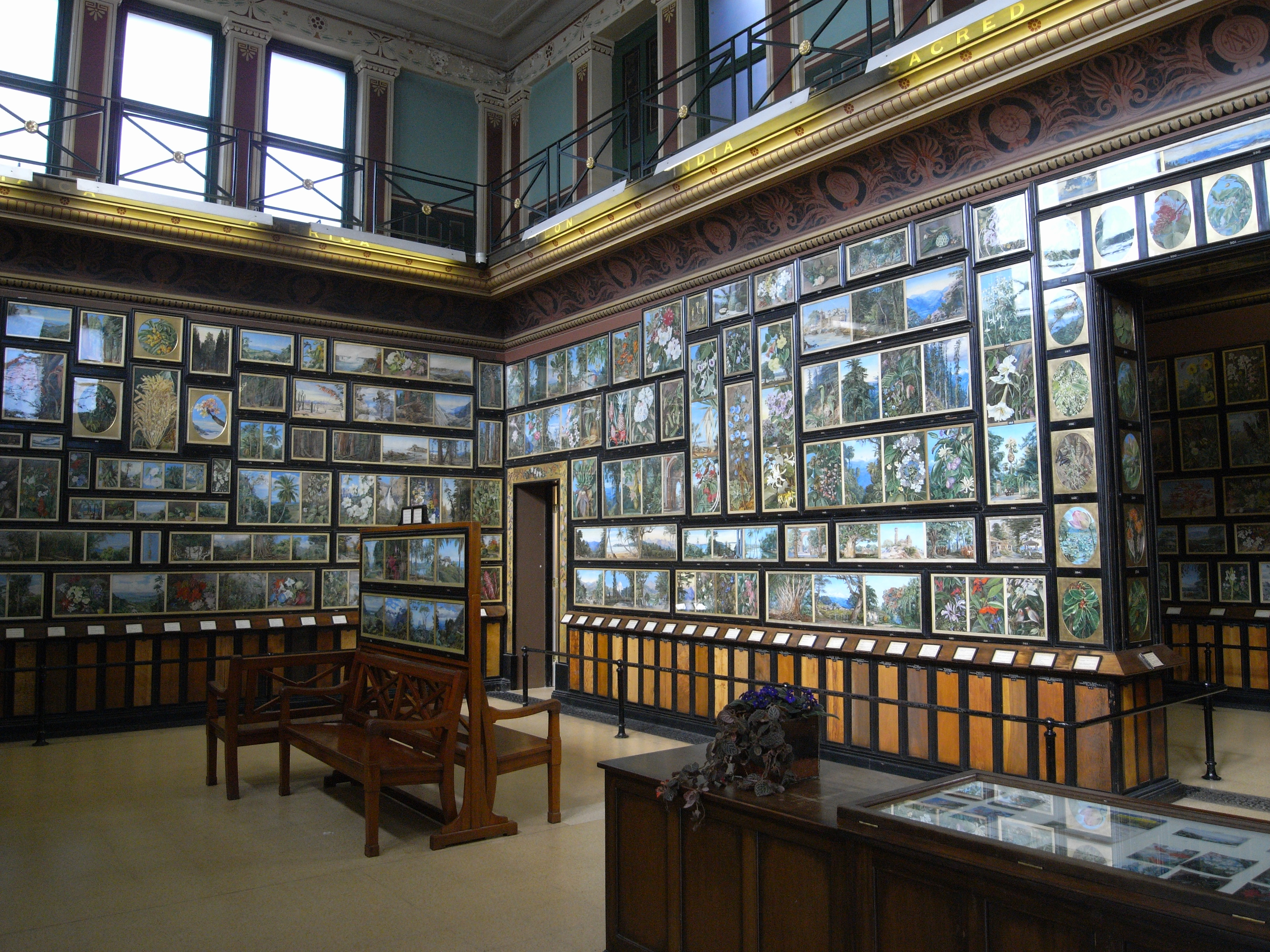
درون نگارخانه ماریان نورث

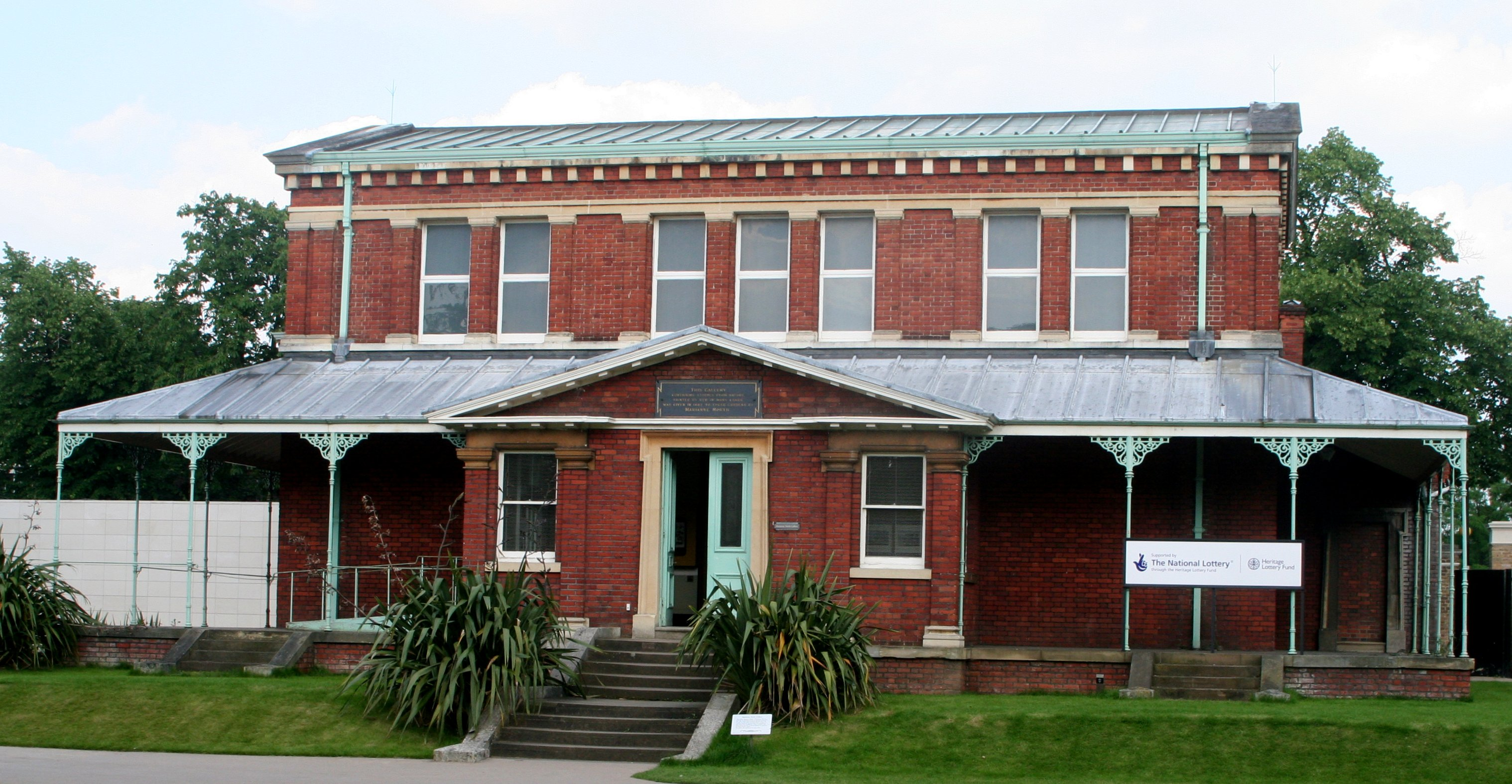
نگارخانه هنرهای گیاهی ماریان نورث

### موزه

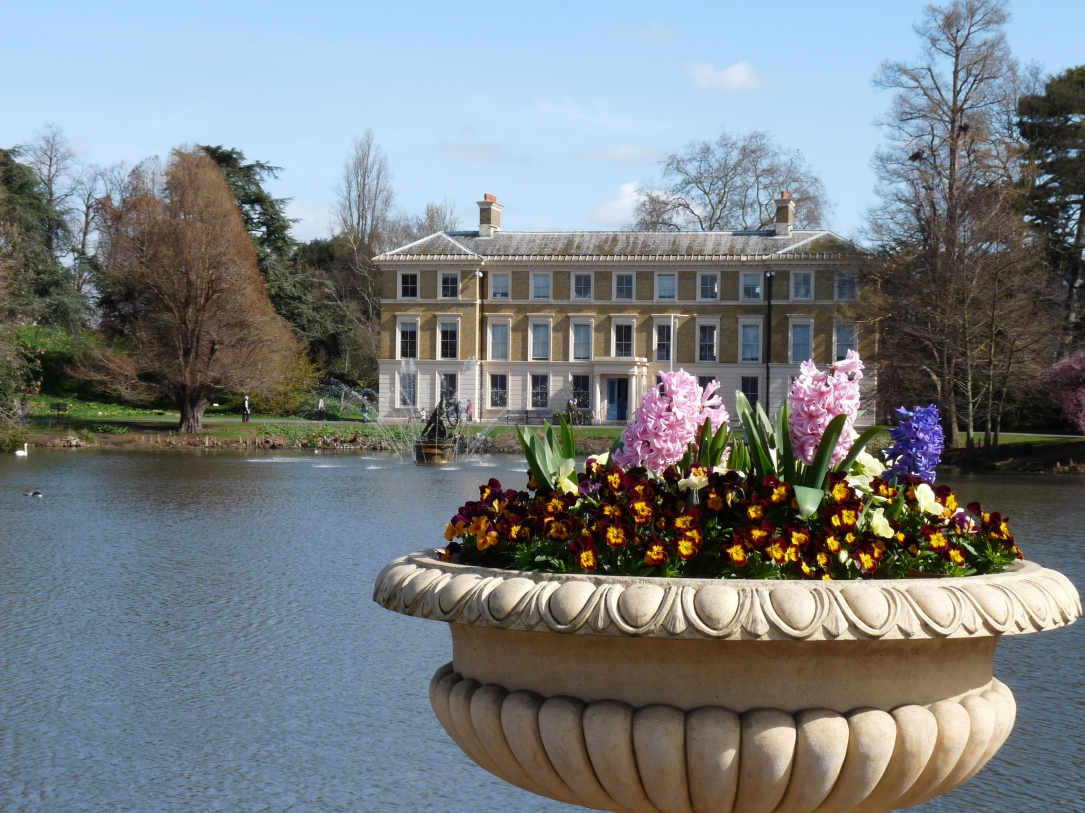
موزه شماره یک

### گلخانه نش

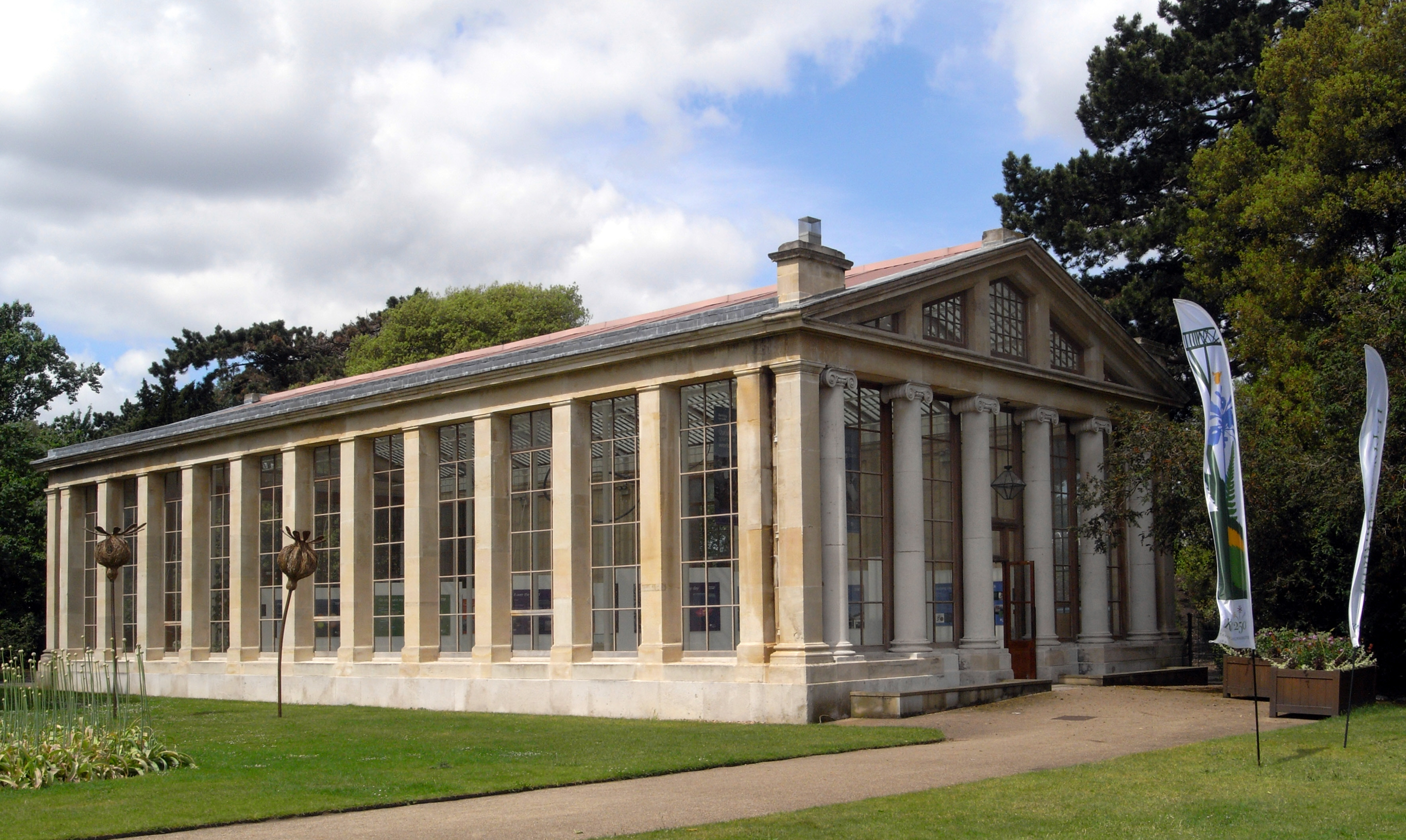
گلخانه نش

## جاذبه‌ها

### نارنجستان

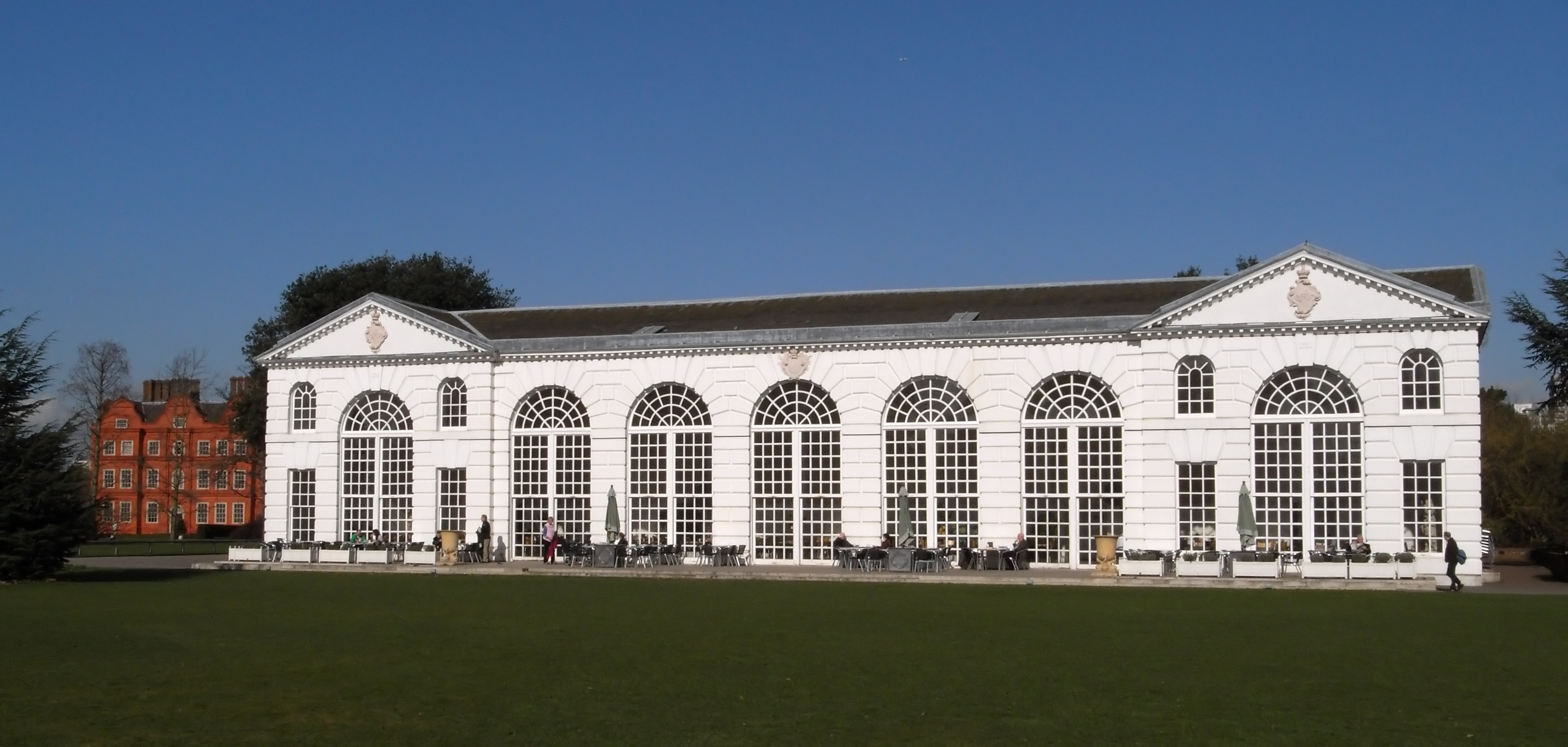
نارنجستان کیو که فعلاً رستوران است

نارنجستان را سر ویلیام چمبرز طراحی کرد و در سال ۱۷۶۱ کامل شد. اندازه آن ۲۸ در ۱۰ متر است.
پس از کاربری‌های گوناگون، فعلاً به عنوان رستوران از آن استفاده می‌شود.

### پاگودا

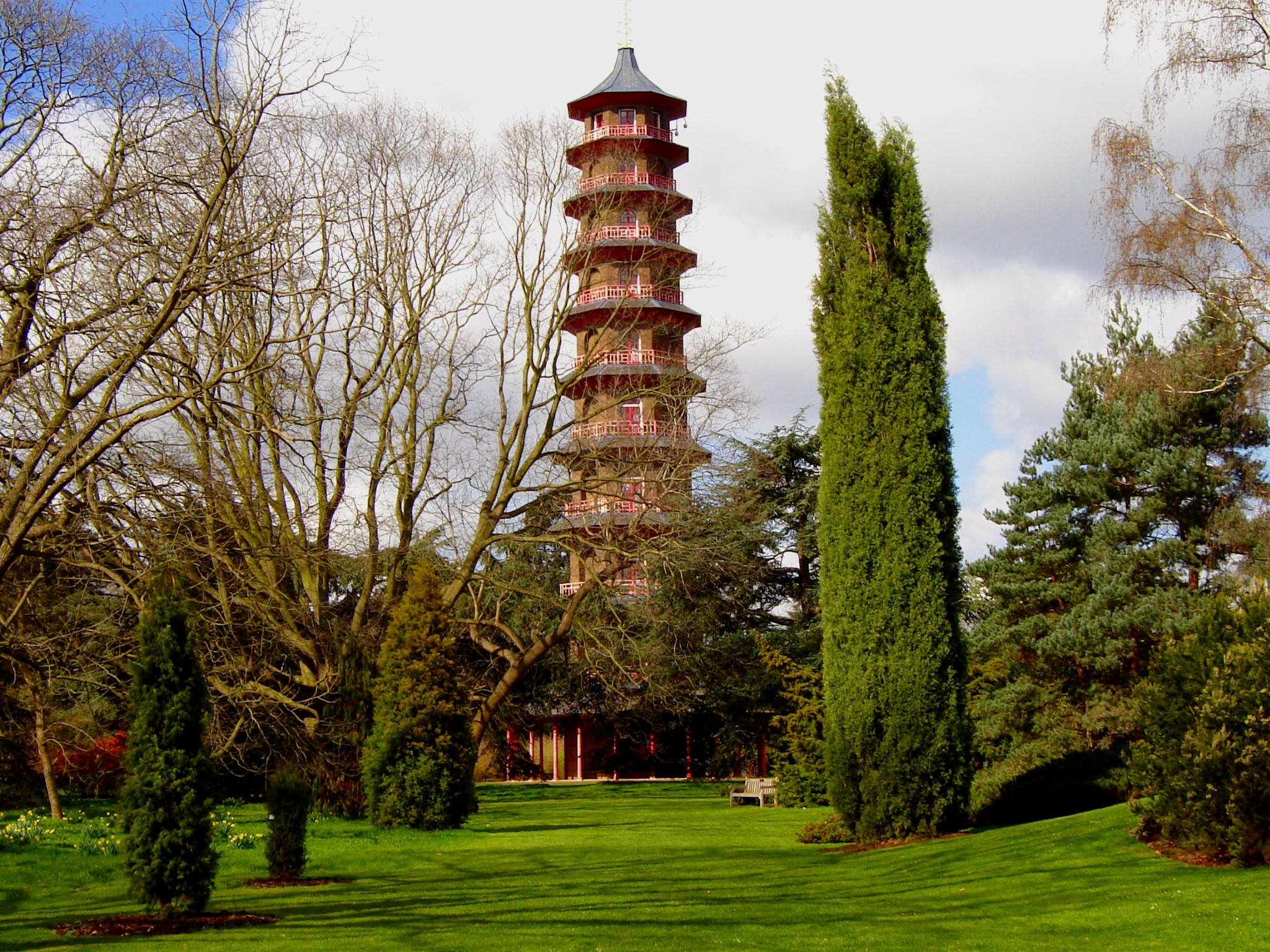
The پاگودا

### گلخانه شاهدخت ولز

گلخانه شاهدخت ولز

### کلبه ملکه شارلوت

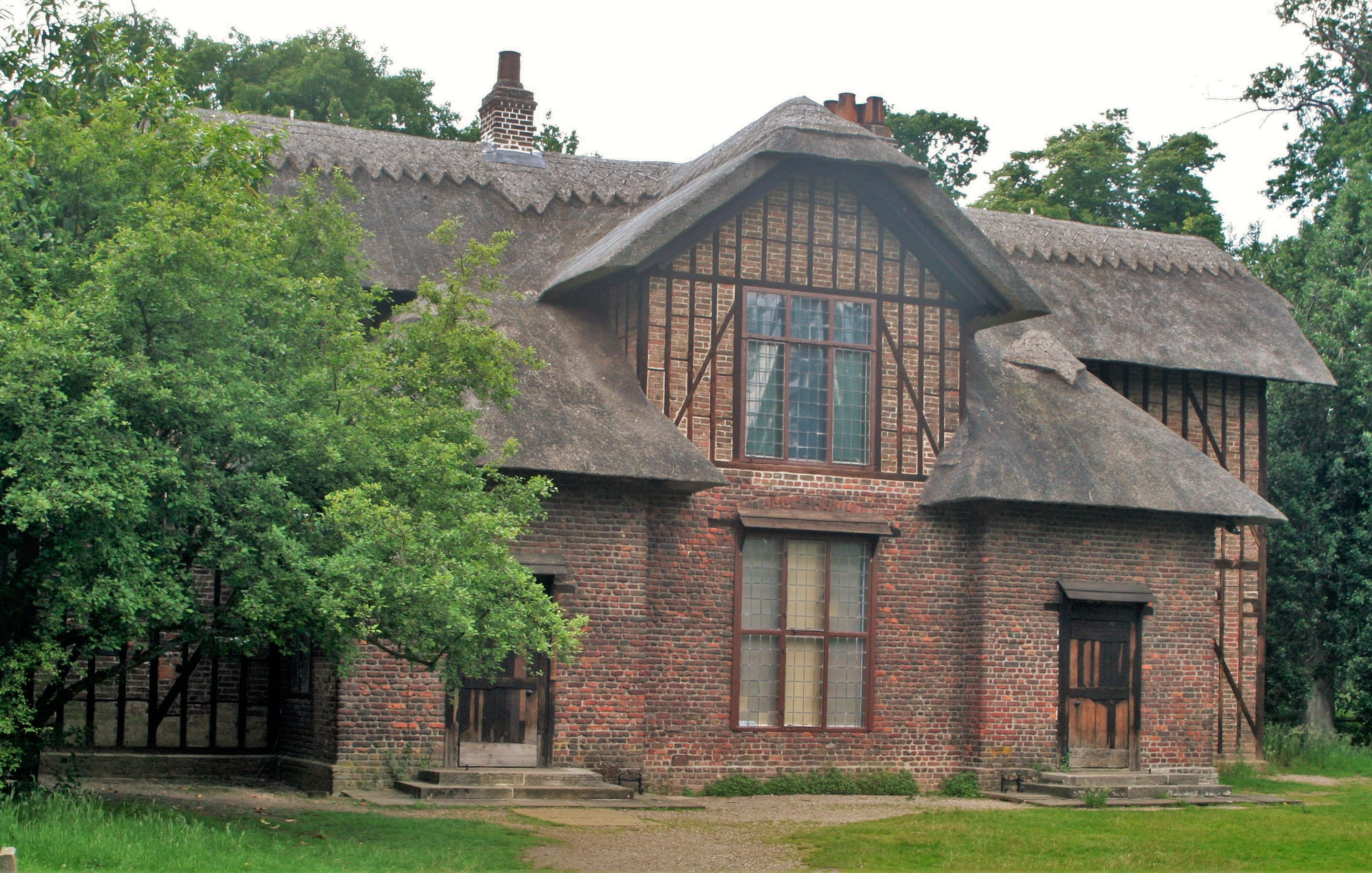
کلبه ملکه شارلوت

### رایزوترون

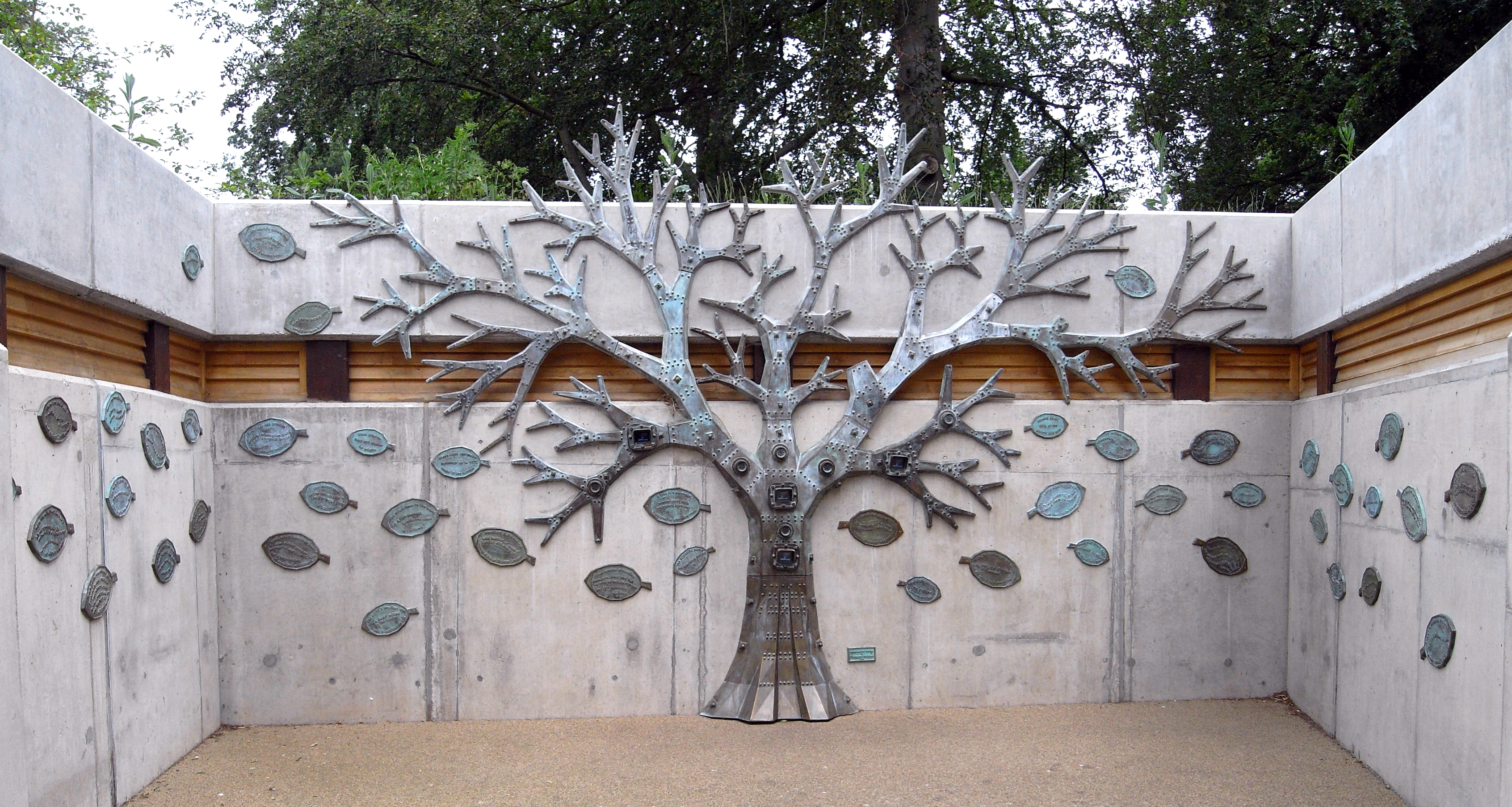
رایزوترون

### گذرگاه سکلر

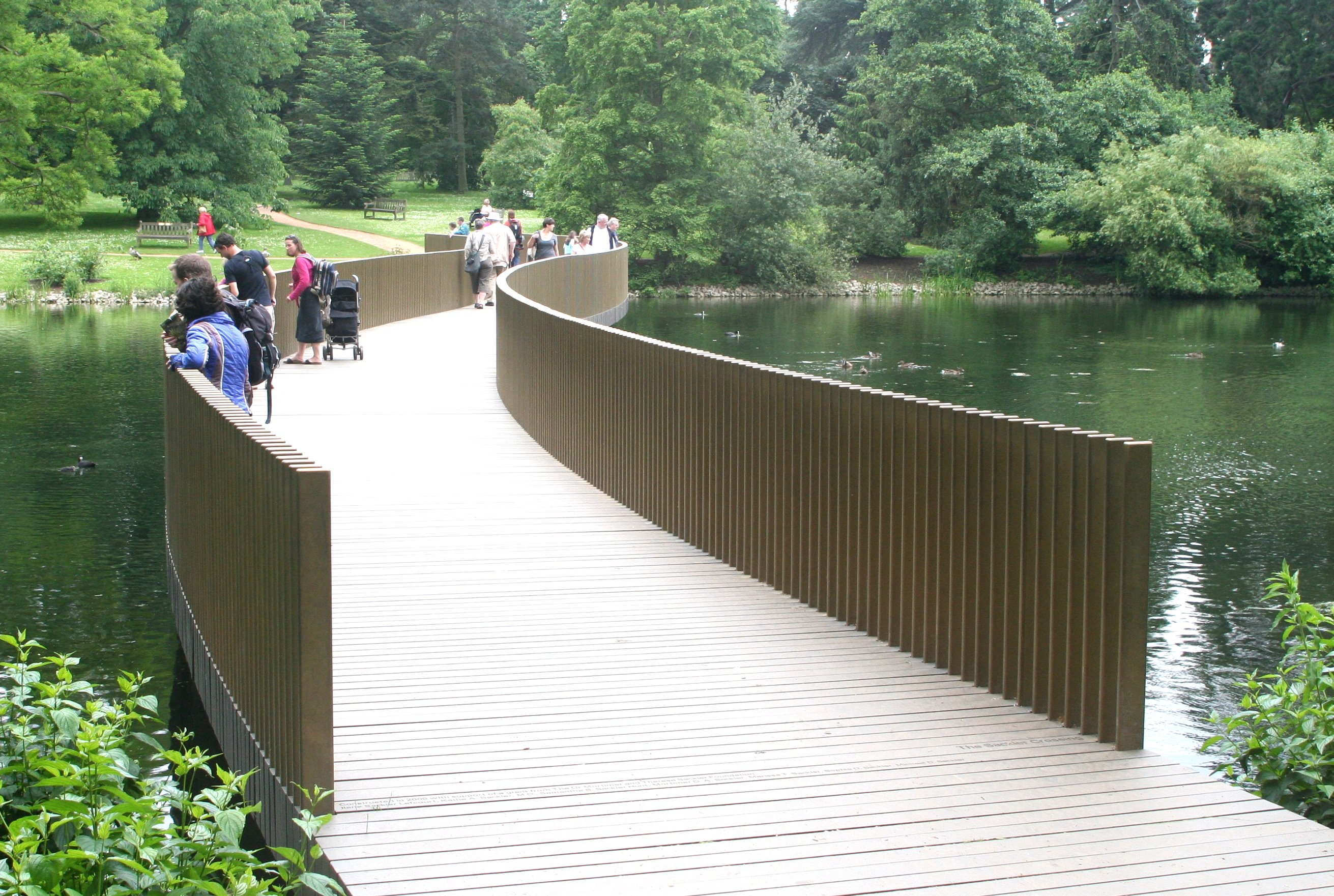
گذرگاه (پل) سکلر

### نگارخانه شرلی شروود
نگارخانه شرلی شروود، نگارخانه هنرهای گیاهی است که سال ۲۰۰۸ کارش را شروع کرد.

### خانه معتدل

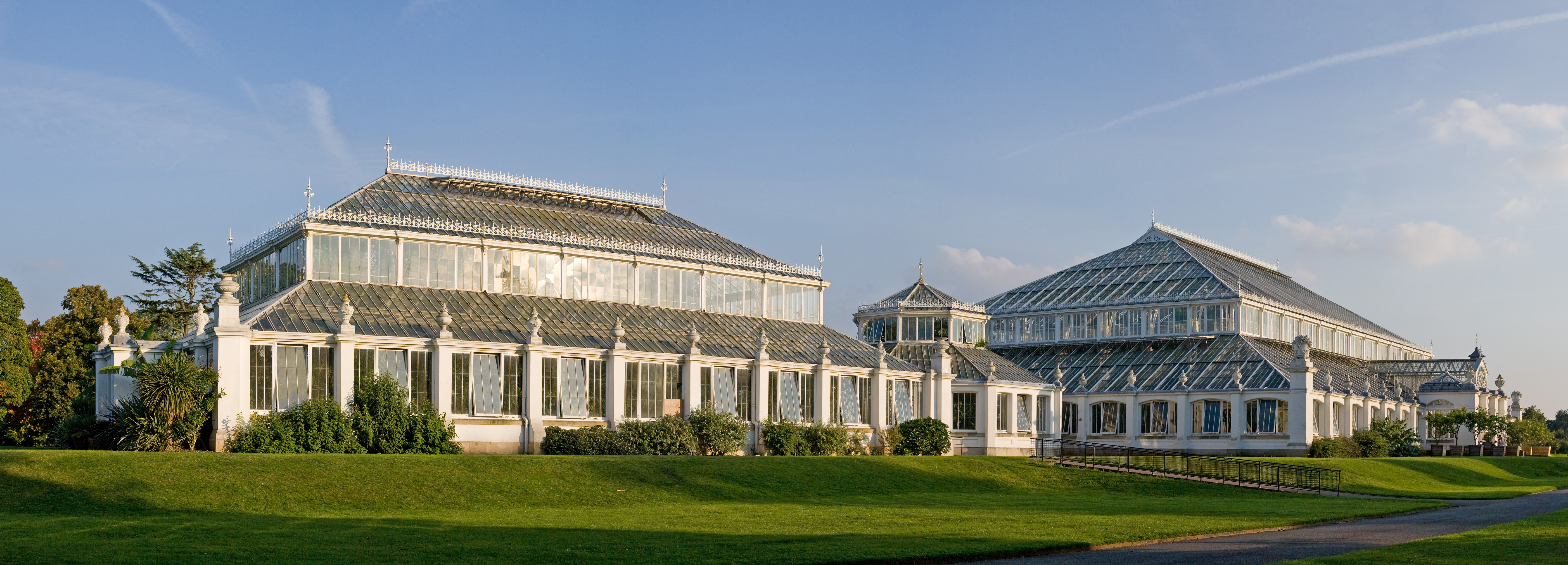
گلخانه معتدل

### گردشگاه نوک‌درخت

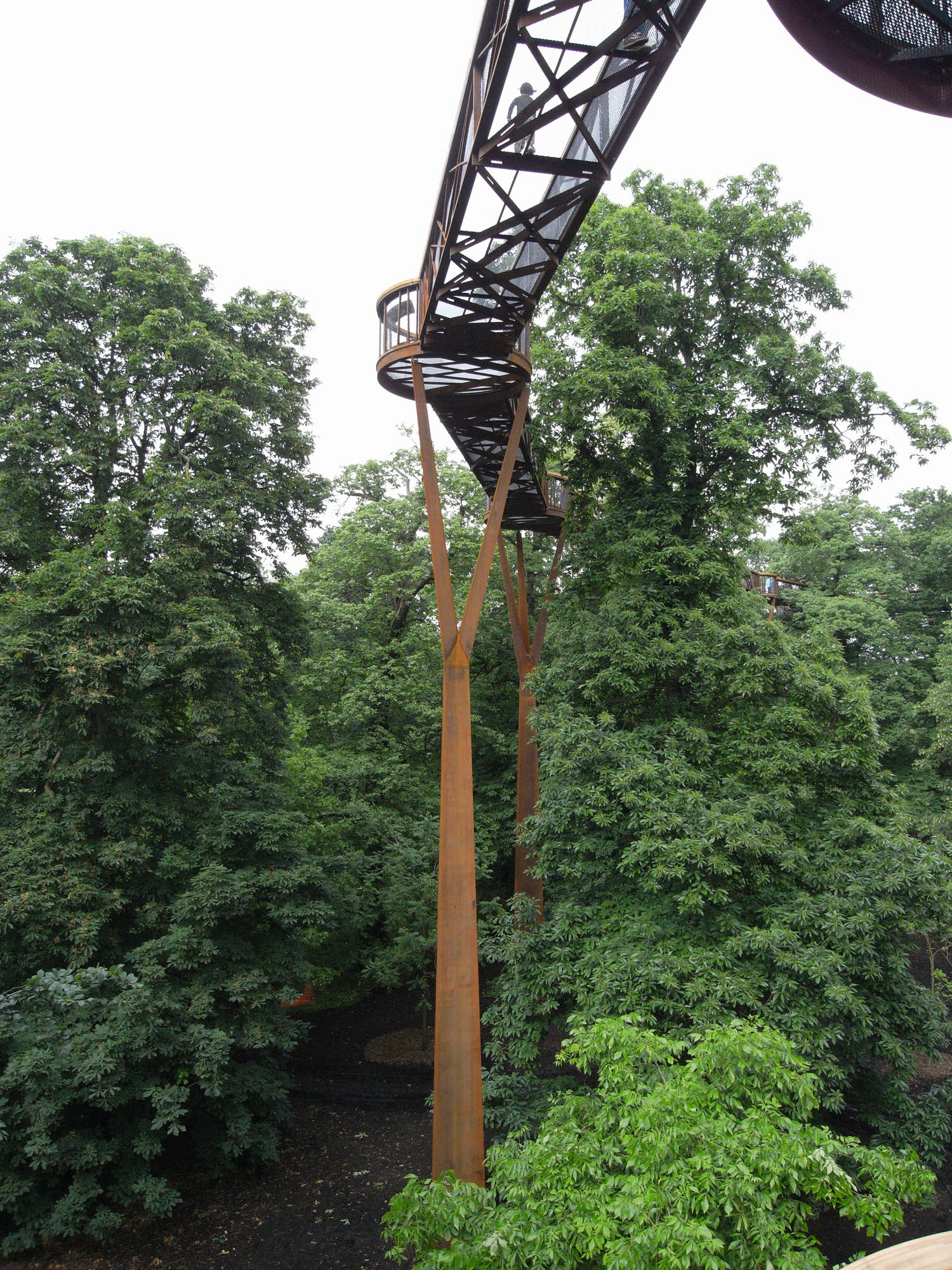
گردشگاه نوک‌درخت"

### خانه نیلوفرآبی

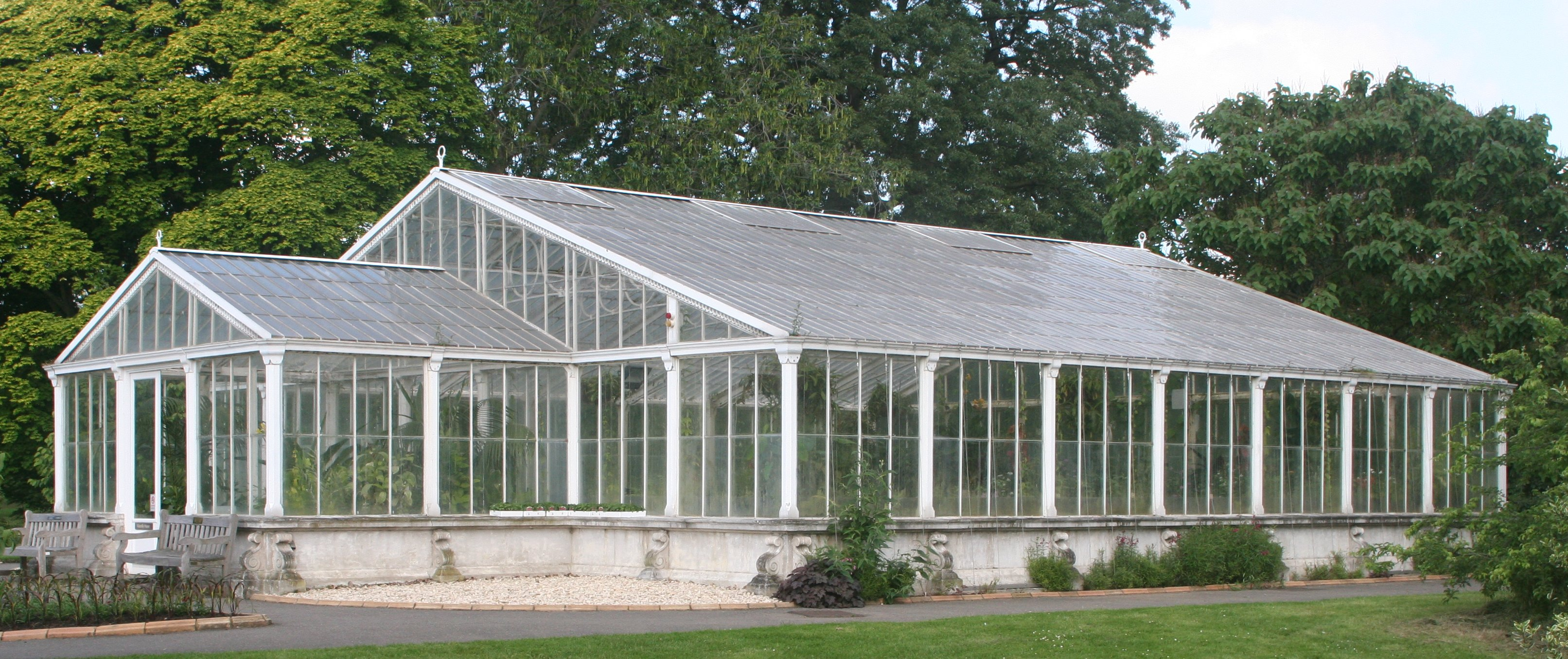
خانه نیلوفر آبی

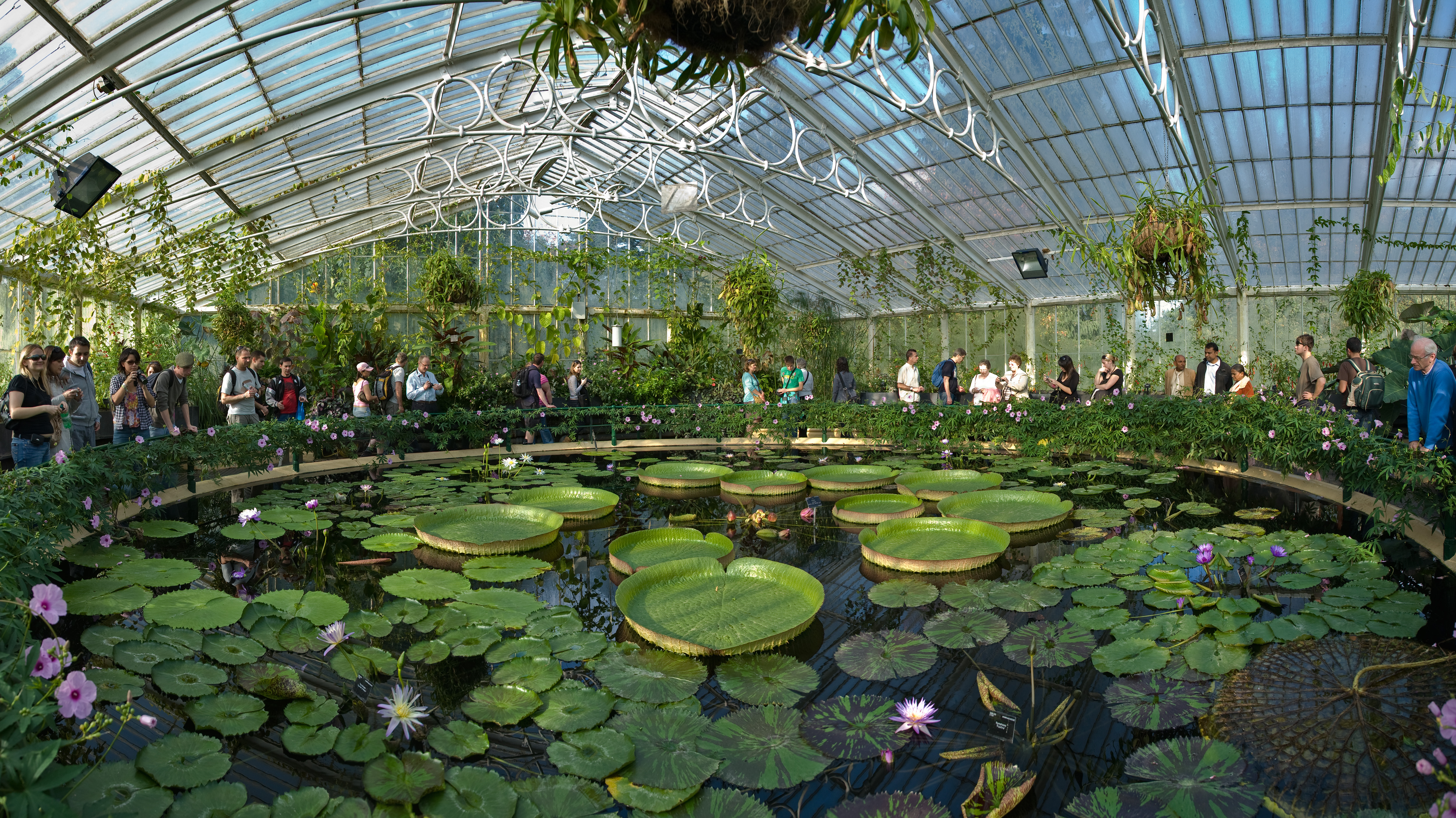
درون گلخانه نیلوفرآبی

## مجموعه‌های گیاهی در کیو
باغ آبی
کشاورزی
مجموعه بنسای

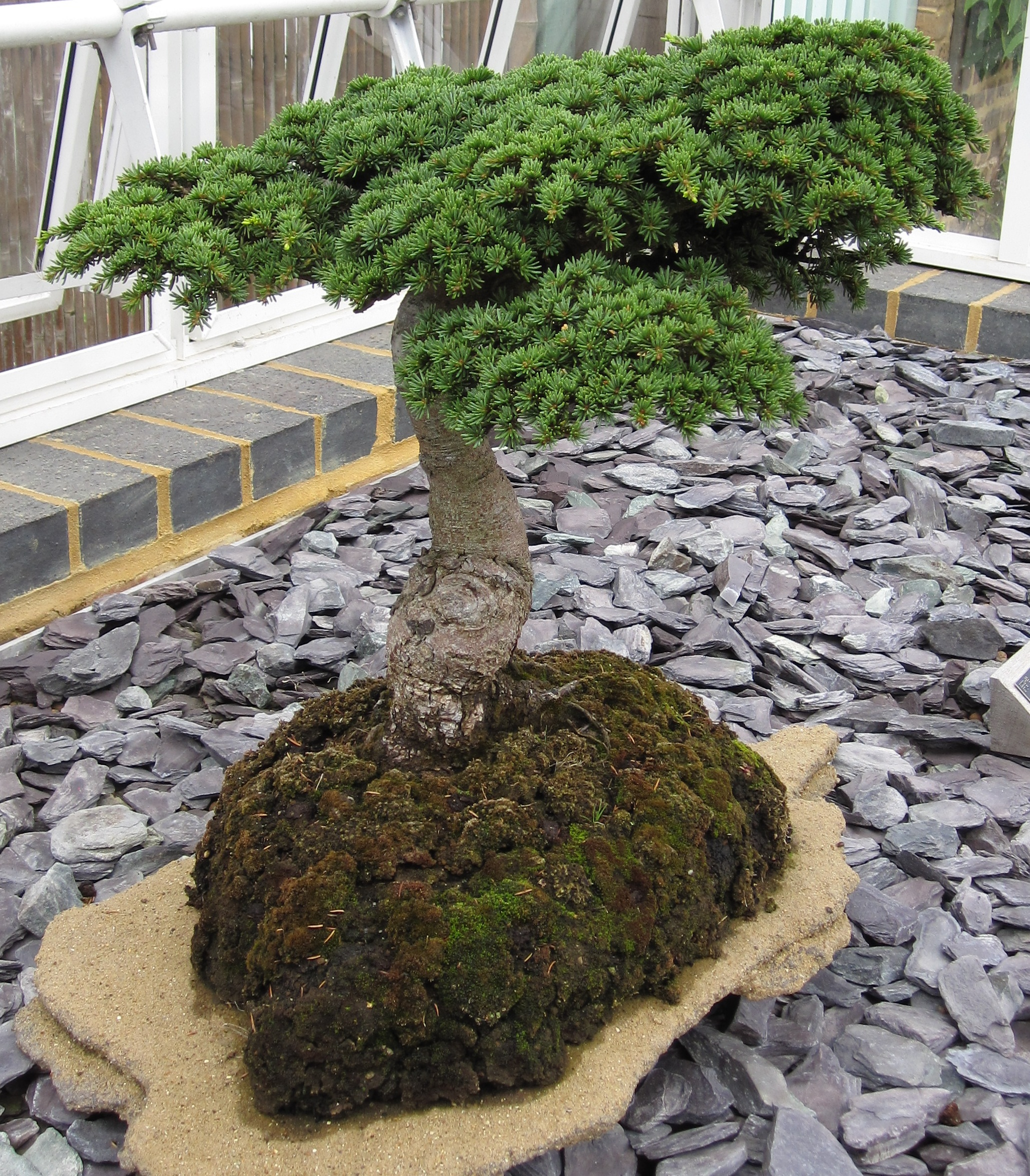
کاج
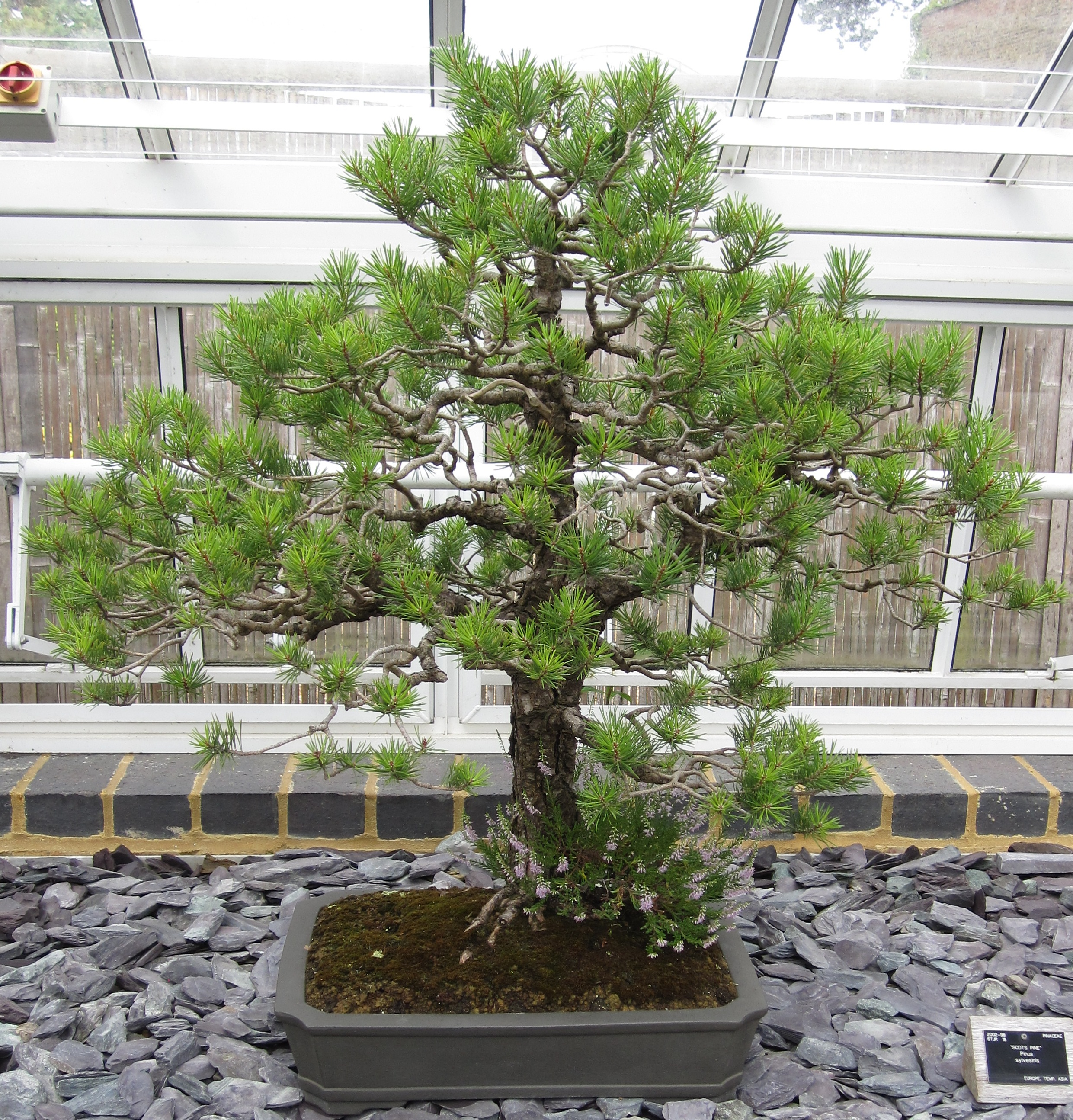
کاج اسکاتلندی
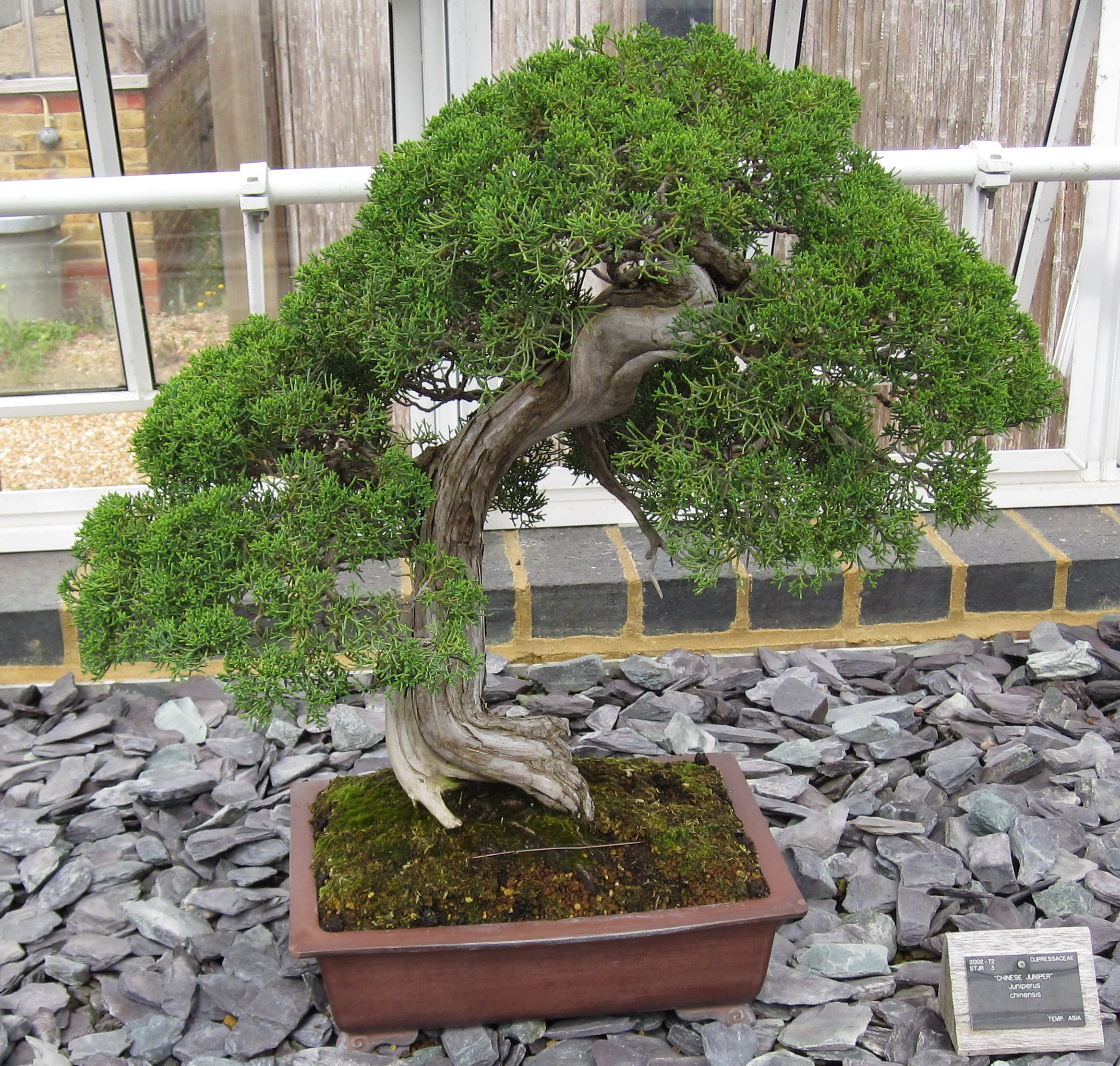
سروکوهی چینی
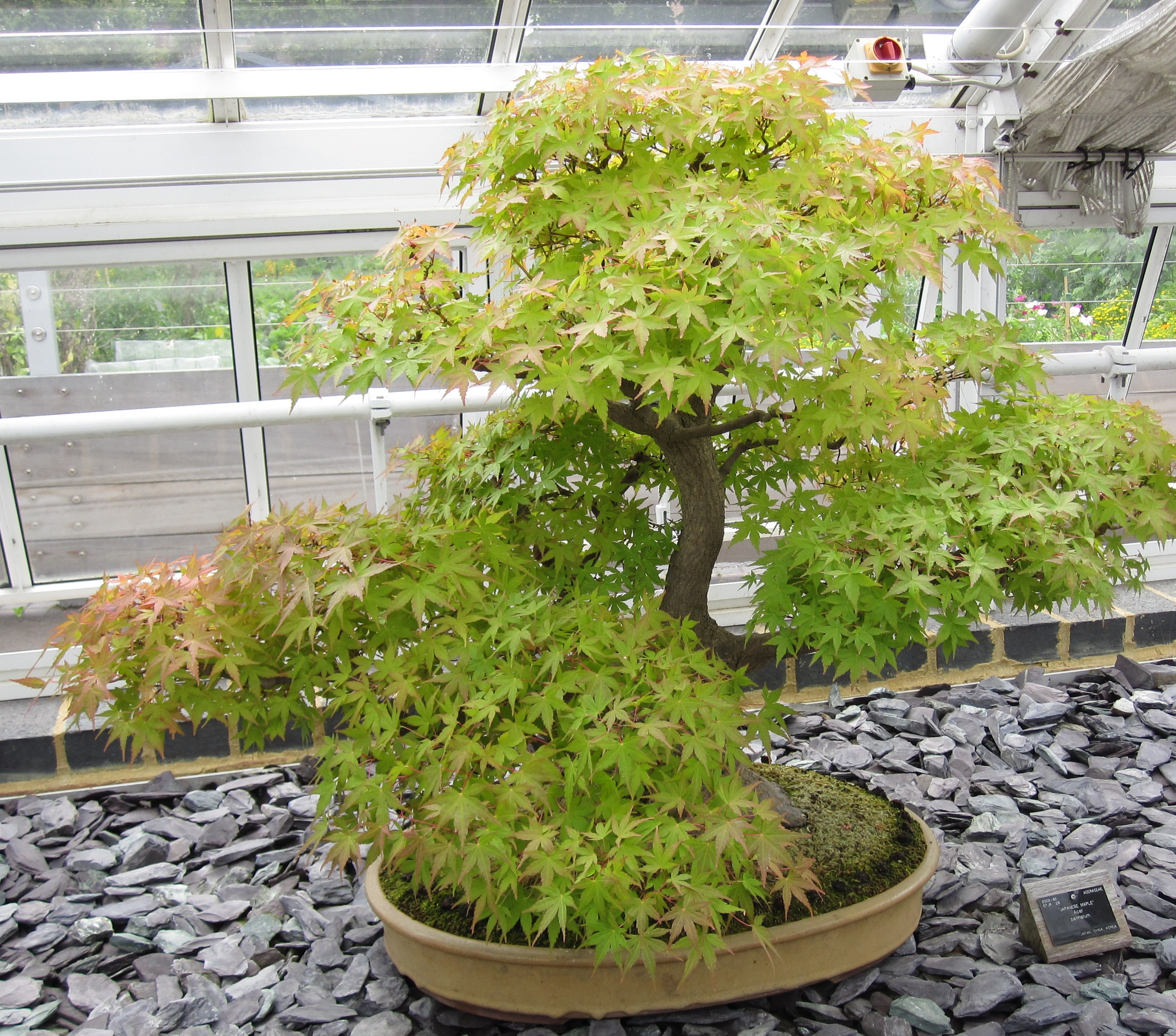
افرای ژاپنی

## موفقیت‌ها در حفظ گیاهان
کوچکترین نیلوفر آبی جهان، از بذرش در سال ۲۰۰۹ در کیوگاردن عمل آمد و از نابودی این گونه جلوگیری شد.

## رفت‌وآمد
رفت‌وآمد همگانی

## نگاره

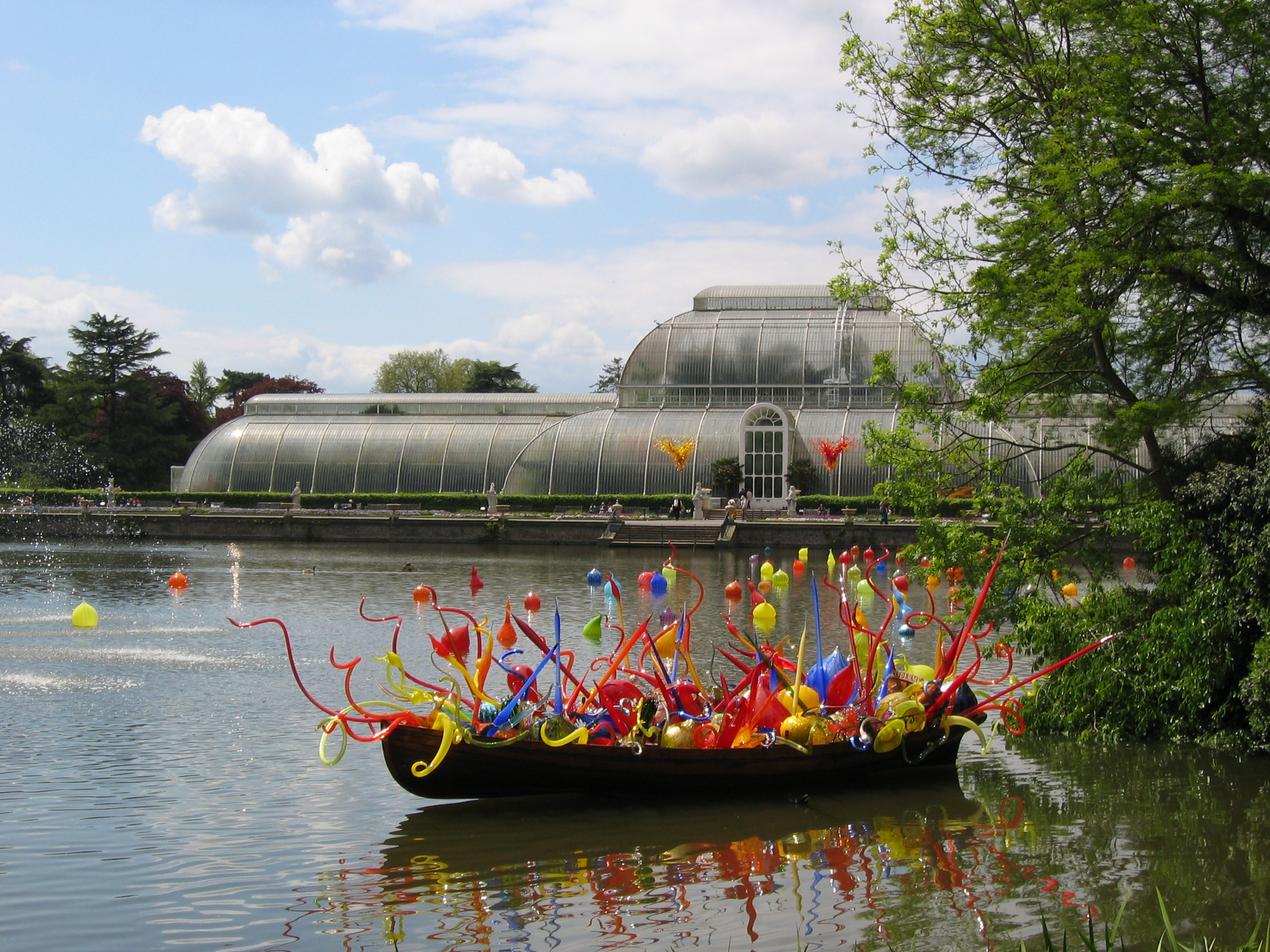
شیشه گری‌های دیل چینولی، نمایشگاه سال ۲۰۰۵
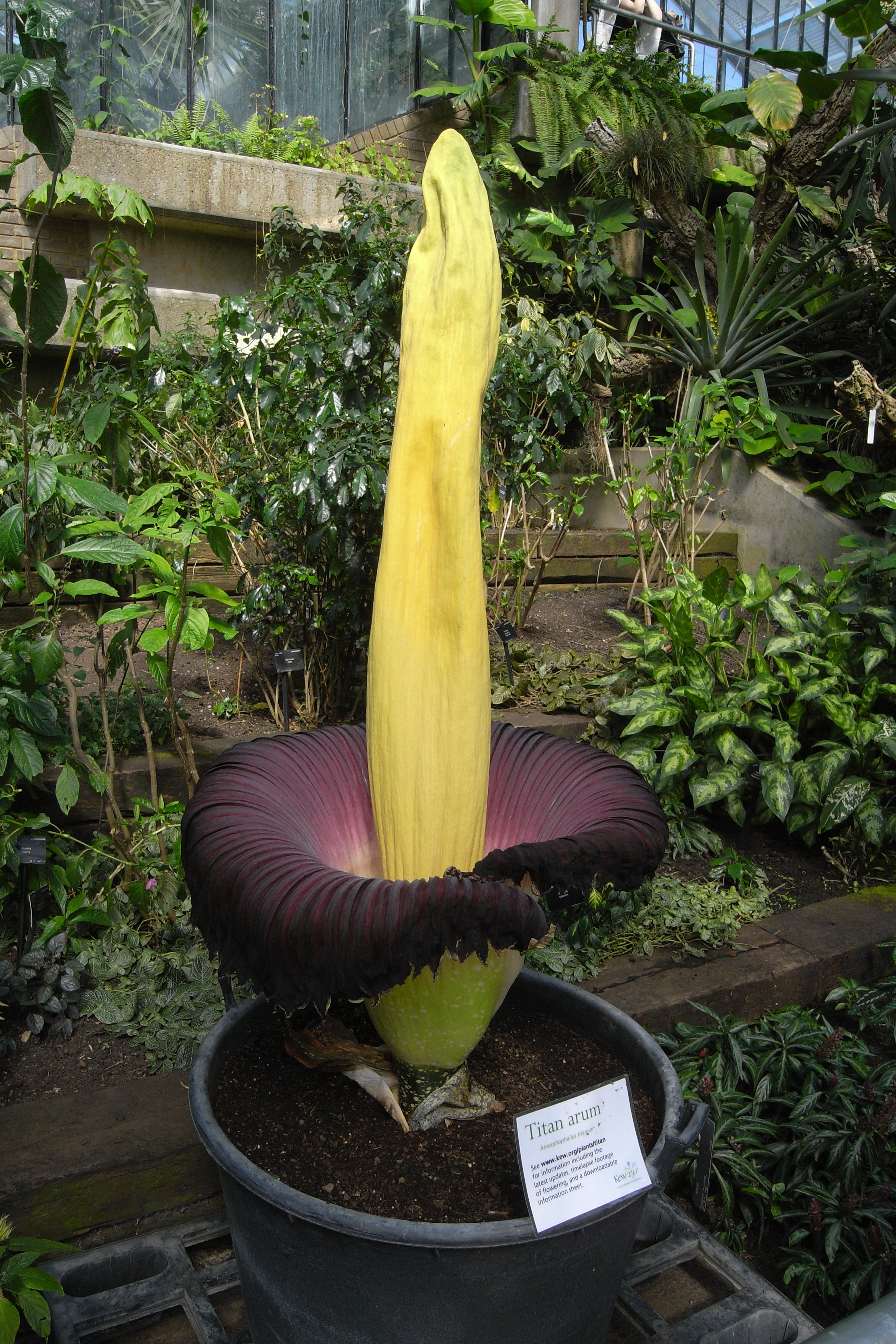
گل تایتان آروم در گلخانه شاهدخت ولز
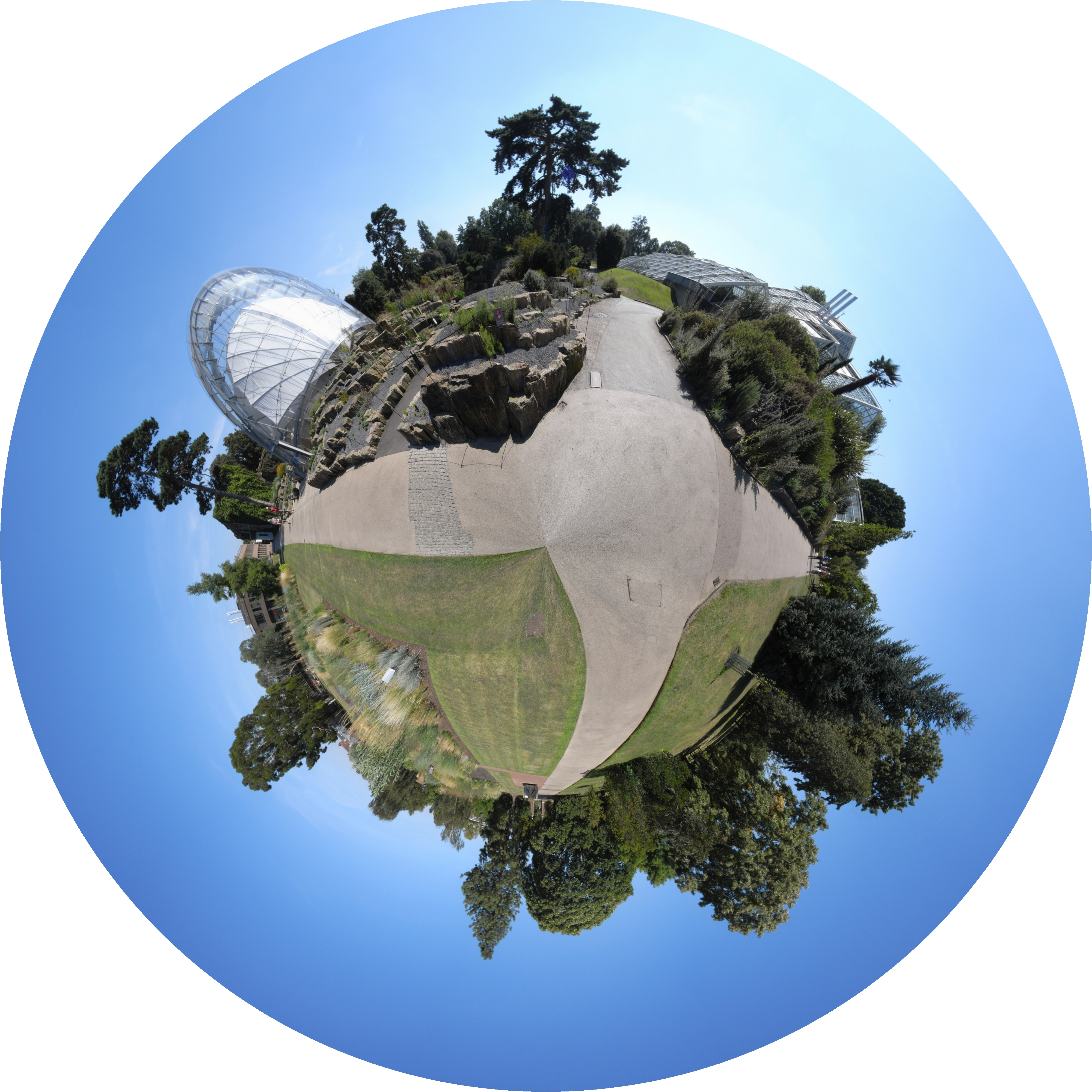
نمای قطبی خانه گونه‌های آلپ و گلخانه شاهدخت ولز
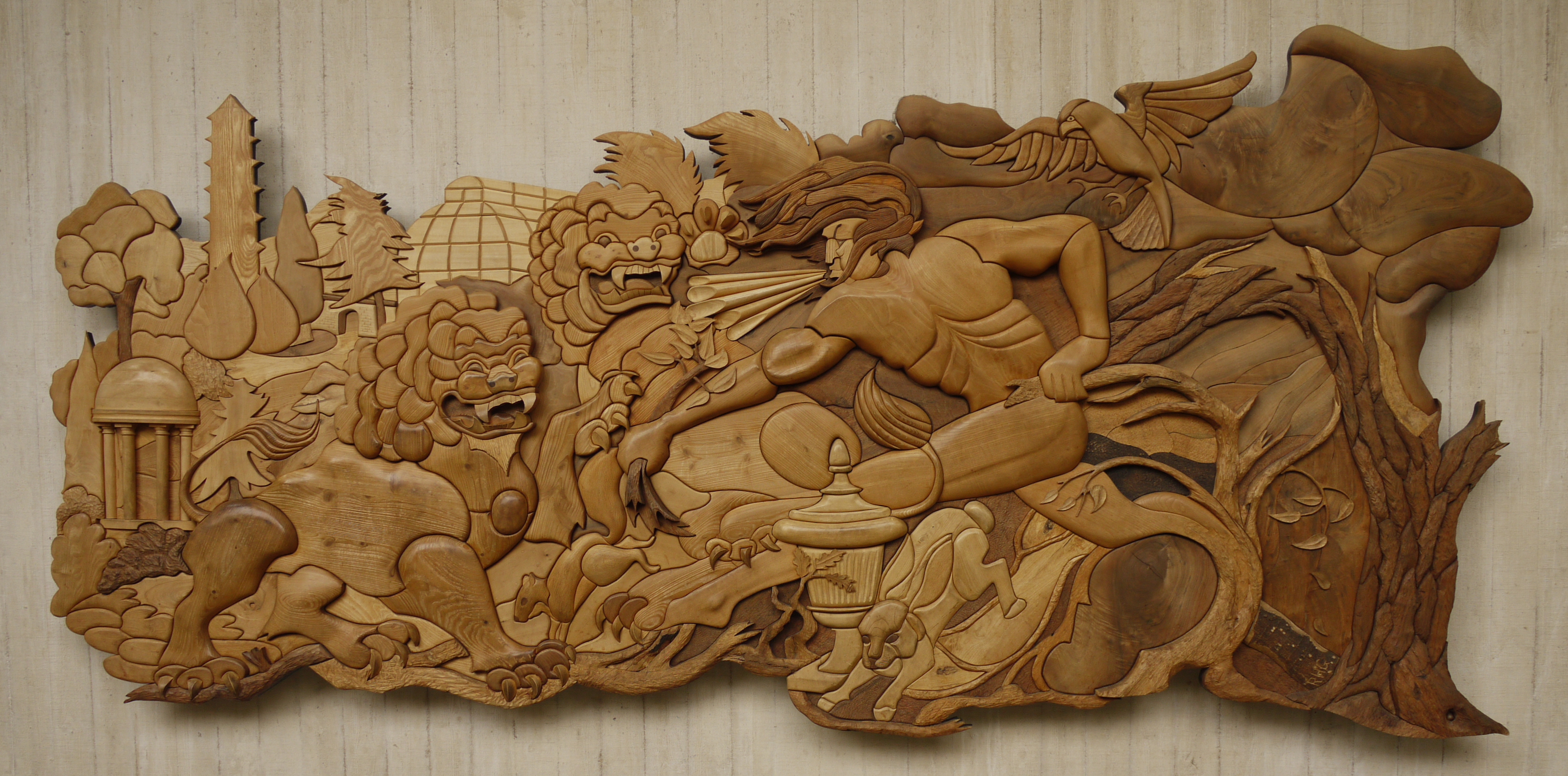
کیومورال، کاری از رابرت گیم
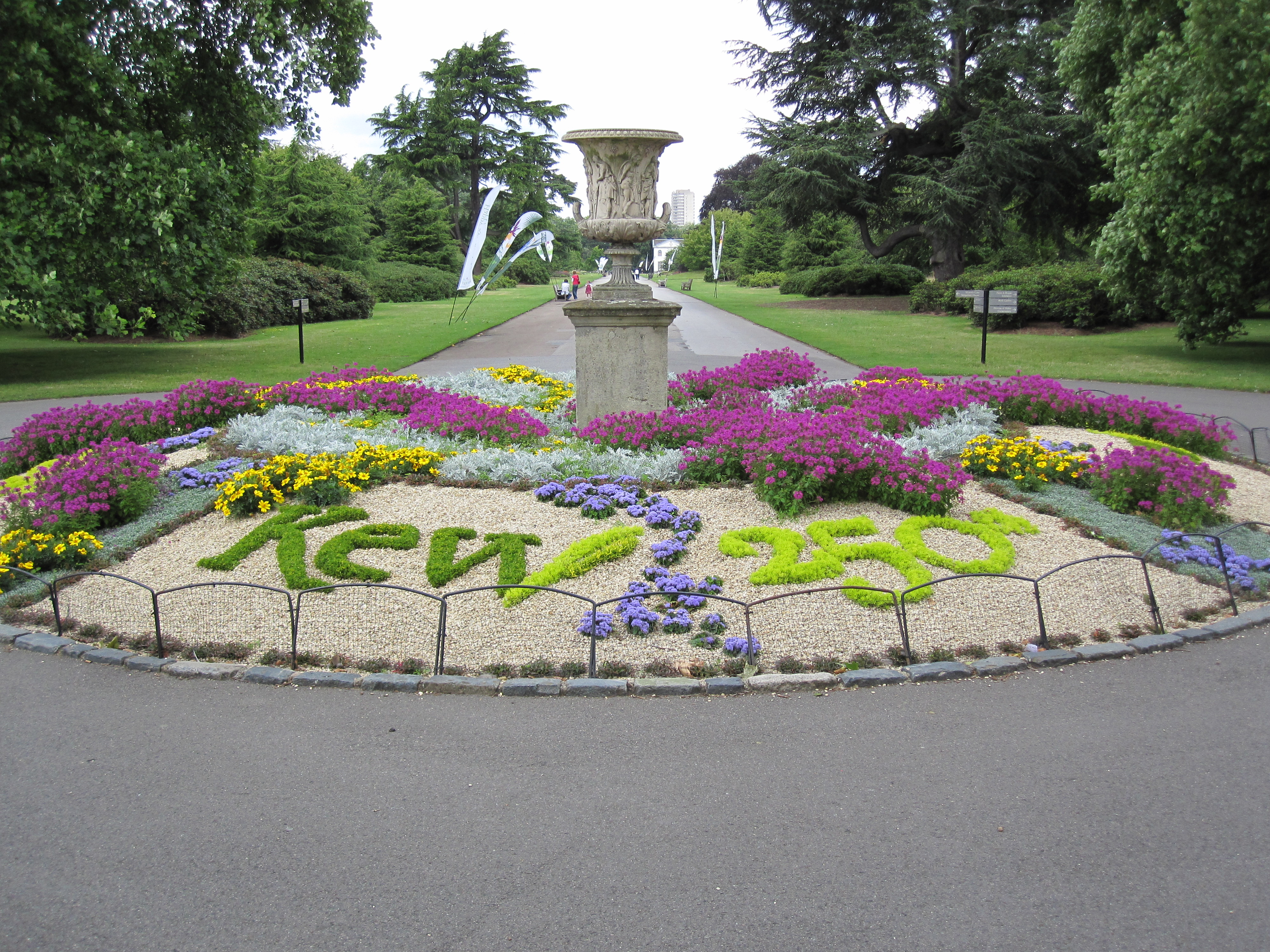
جشن ۲۵۰ سالگی کیوگاردن